# Vesa Luma
Vesa Luma (ur. 12 maja 1986 w Prisztinie) – albańska piosenkarka pochodząca z Kosowa.

## Życiorys
Po ukończeniu studiów na Amerykańskim Uniwersytecie w Prisztinie pracowała jako dziennikarka w Radio Televizioni i Kosovës.
W 2010 roku wzięła udział w festiwalu muzycznym Kënga Magjike.
W 2012 roku zasiadała w jury albańskiego X Factor.

## Dyskografia[1]

### Albumy
| Rok  | Album    |
| ---- | -------- |
| 2010 | Amanet   |
| 2013 | Pop cult |

### Teledyski
| Rok  | Teledysk               |
| ---- | ---------------------- |
| 2008 | Eja                    |
| 2008 | Ik kur te le un        |
| 2008 | Të kam dashur shumë    |
| 2011 | Ti po don              |
| 2012 | Ne kemi një vend       |
| 2013 | 24 orë                 |
| 2013 | Nuk do flejme          |
| 2015 | T'kan fol keq per mu   |
| 2016 | Inna di dance (Remix)  |
| 2017 | Prishtina              |
| 2017 | Ti zemra ime           |
| 2019 | S'paska qenë e shkrume |